# 부천시 중구 을
부천시 중구 을은 대한민국의 옛 국회의원 선거구이다. 당시 경기도 부천시 중구의 일부 지역을 관할했다.

## 역사
대한민국 제14대 국회의원 선거를 앞두고 부천시 중구 선거구가 갑, 을로 분구되면서 신설되었다.
1993년 2월 1일을 기해 부천시 중구 원종1동, 원종2동, 고강본동, 고강1동, 오정동, 신흥1동, 신흥2동이 오정구로 분리되어 신설되었다. 이에 따라 대한민국 제15대 국회의원 선거를 앞두고 부천시 중구 을 선거구가 부천시 오정구 선거구로 개편되었다.

## 역대 국회의원
| 선거   | 정당 | 정당   | 의원   |
| ------ | ---- | ------ | ------ |
| 1992년 |      | 민주당 | 원혜영 |

## 역대 선거 결과

### 대한민국 제14대 국회의원 선거
|  | 52.48% |

|  | 32.95% |

|  | 5.97% |

|  | 5.13% |

|  | 3.45% |